# Hiriyur (Rural), Hiriyur
Hiriyur (Rural) là một làng thuộc tehsil Hiriyur, huyện Chitradurga, bang Karnataka, Ấn Độ.